# Джеф Вандърмиър
Джеф Вандърмиър (на английски: Jeff VanderMeer) е американски редактор, литературен критик, поет и писател, автор на произведения в жанровете фантастичен трилър, научна фантастика, хорър и фентъзи.

## Биография и творчество
Роден е на 7 юли 1968 г. в Белфонте, Пенсилвания, САЩ. Израства на островите Фиджи, където родителите му работят в Корпуса на мира. Спомените му оттам и последвалото пътуване обратно до САЩ през Азия, Африка и Европа дълбоко му повлияват. Завършва с бакалавърска степен по журналистика от университета на Флорида и през 1992 г. посещава курса по творческо писане „Кларион“ в Милфорд.
Започва да пише пише хорър и фентъзи разкази в края на 80-те години още в гимназията и публикува в юношески списания. Някои от разказите му са събрани в сборника „The Book of Frog“ публикуван през 1989 г. Пише също поезия и е носител на награда „Rhysling“.
Един от най-ранните му успехи е сборникът „City of Saints and Madmen“ (Град от светци и луди) от 1997 г., за въображаемия град Амбъргри. Новелата от него „The Transformation of Martin Lake“ получава Световната награда за фентъзи.
Първият му роман „Анихилация“ от поредицата „Съдърн Рийч“ е издаден през 2012 г. Зона Х е изолирана от останалата част от света от десетки години. Тя е обект на изучаване от правителствената агенция „Съдърн Рийч“, но експедициите до нея имат трагичен смъртоносен край. Дванайсетата експедиция е съставена от антрополог, геодезист, психолог и биолог. Но дали аномалиите в зоната или тайните в тях са единствените им врагове. Книгата стана бестселър и получава наградата „Небюла“ и наградата за хорър „Шърли Джаксън“. През 2018 г. е романът екранизиран в филма „Изтребление“ с участието на Натали Портман, Дженифър Джейсън Лий и Теса Томпсън.
Произведенията на писателя са награждавани многократно и са преведени на над двайсет езика.
В допълнение към писането и редактирането преподава творческо писане на ежегодния курс за младежи „Shared Worlds“ и чете лекции към курса по творческо писане „Кларион“. Автор е на ръководството за творческо писане „Wonderbook“ получило награда „Локус“. Основател е на Съвета за литература на фантастика в Университета на Роуд Айлънд.
Джеф Вандърмиър живее със семейството си в Талахаси, Флорида.

## Произведения

### Самостоятелни романи
- Dradin, in Love (1996)
- Veniss Underground (2003)
- The Situation (2008)

### Серия „Амбъргри“ (Ambergris)
1. City of Saints and Madmen (1997) – сборник
2. Shriek (2006)
3. Finch (2009)

### Серия „Съдърн Рийч“ (Southern Reach)
- Annihilation (2012) – награда „Небюла“ и награда „Шърли Джаксън“
Анихилация, изд.: ИК „Екслибрис“, София (2014), прев. Ирина Манушева
- Authority (2012)
Агенцията, изд.: ИК „Екслибрис“, София (2014), прев. Ирина Манушева
- Acceptance (2012)
Приемане, изд.: ИК „Екслибрис“, София (2015), прев. Ирина Манушева

### Серия „Борн“ (Borne)
1. Borne (2017)
2. The Strange Bird (2017)

### Участие в общи серии с други писатели

#### Серия „Хищник“ (Predator)
- South China Sea (2008)

от серията има още 9 романа от различни автори

#### Серия „HALO“ (HALO)
- Evolutions (2009)

от серията има още 24 романа от различни автори

### Новели
- Errata (2010)
- Balzac's War (2011)
- Greensleeves (2011)
- Komodo (2015)
- This World is Full of Monsters (2017)

### Сборници
- The Book of Frog (1989)
- The Book of Lost Places (1996)
- Breaking Windows (2003) – с Барингтън Дж. Бейли, Чайна Миевил, Майкъл Муркок и Джеймс Салис
- The Day Dali Died (2003)
- Secret Life (2004)
- Secret Lives (2006)
- The Surgeon's Tale (2007) – с Кат Рамбо
- The Third Bear (2010)
- The Compass of His Bones (2011)

### Документалистика
- Why Should I Cut Your Throat? (2004)
- Booklife (2009)
- Kosher Guide to Imaginary Animals (2010) – с Ан Вандърмиър
- Monstrous Creatures (2011)
- The Steampunk Bible (2011)
- Wonderbook (2013) – награда „Локус“ и награда на Британската асоциация за научна фантастика
- The Steampunk User's Manual (2014) – с Дезилрина Боркович

### Екранизации
- 2011 Halo: The Mona Lisa
- 2018 Изтребление, Annihilation